# Писана криниця
Печера «Пи́сана крини́ця» — геологічна пам'ятка природи місцевого значення в Україні. Розташована в межах Славської селищної громади Стрийського району Львівської області, між селами Волосянка і Верхня Рожанка.
Площа 0,1 га. Оголошено згідно з рішенням Львівської облради від 2.10.1970 року № 634. Перебуває у віданні ДП «Славський лісгосп» (Опорецьке лісництво, кв. 12, вид. 27).
Створено з метою збереження унікальної геоморфологічної пам'ятки — печери, розташованої серед букового лісу, що зростає на північних схилах гори Високий Верх (гірський масив Сколівські Бескиди). Печера утворилась у скельних виходах тріщинуватих палеогенових пісковиків.

## Легенда про Писану криницю
У збірнику «Легенди та перекази про оселі» автор фольклорного циклу «Писана криниця». Василь Сокіл подає переказ про Олексу Довбуша та походження надпису (засічок) на камені «Писаної криниці».
То было тогды, коли горами ту ходив Олекса Довбуш із свойими хлопцями. Были опришки і в нашых полонинах, любили посидіти коло керниці під Високим.
Велику силу мав Довбуш. Там на камени він пальцьом підписався. За тото й керницю прозвали Писанов, а далі й гора дістала назву Писана. В ті керници цілый рік є вода. У спеку студена, а взимі тепла і николи ни замерзат. І то під самым вершком горы. Там і печера тогды была. В ні пересиділи опришки ни едну лиху годину. Потім печера завалилася, а керниця й нниськи є. Ходят туда люде з далекого світа, бо говорят, що буде колись така хвиля, що як в тот момент напитися води з Писаної керниці то чоловік стане таким сильным як Довбуш. У Писану щонеділі, щосвята молоді люди з довколицпшх. сіл, ходят відпочити, зазнатися єнні з другими. Про то й співанка є: А я собі ісподобав файну молодицю, Як-ім ходив воду пити в Писану керницю.